# ナガイバク人
ナガイバク人（ナガイバクじん、タタール語: Нагайбәкләр、ロシア語: Нагайбаки;  英語: 英語: Nağaybäks）とは、ロシア連邦のチェリャビンスク州に居住する少数民族で、ヴォルガ・タタール人の一派である。

## 概要

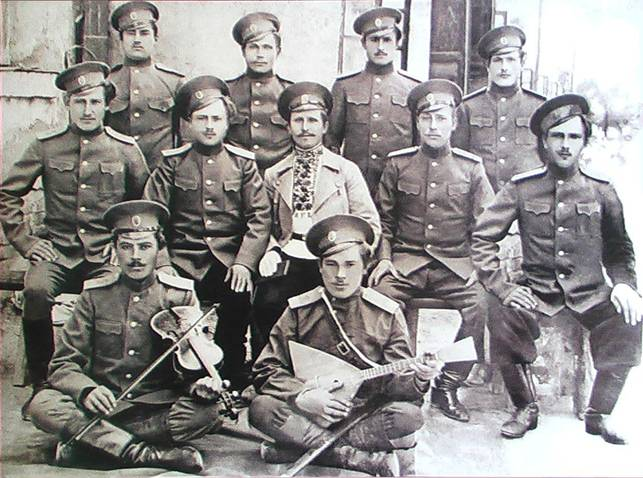
20世紀初頭に撮影されたナガイバク人のコサック

チェリャビンスク州のナガイバクスキー地区とチェバルクルスキー地区に居住するヴォルガ・タタール人（カザン・タタール人）の一派。タタール語の方言であるナガイバク方言を話す。
歴史的には正教会に改宗したヴォルガ・タタール人で、コサックとして1812年ロシア戦役で活躍したとされる。